# Losari (Tlogomulyo)
Losari is een bestuurslaag in het regentschap Temanggung van de provincie Midden-Java, Indonesië. Losari telt 2810 inwoners (volkstelling 2010).